# Im Quadrat
Die Johannis-Freimaurerloge im Quadrat ist eine Freimaurerloge in Mannheim und wurde im Jahr 1973 gegründet.

## Geschichte
Die Johannis-Freimaurerloge im Quadrat wurde 1973 von 26 Freimaurern aus Mannheim, die ursprünglich der Freimaurerloge Carl zur Eintracht angehörten, gegründet. Die Loge Carl zur Eintracht war damals auf etwa 130 Brüder angewachsen und es erschien zweckmäßig, durch eine Ausgründung die Bruderschaft zu verkleinern. So wurde am 24. Juni 1973 die Johannis-Freimaurerloge im Quadrat im Orient Mannheim vom damaligen Großmeister der Großloge der Alten Freien und Angenommenen Maurer von Deutschland unter der Matrikel-Nummer 925 feierlich in Arbeit gesetzt.
Der Kontakt zur Loge Carl zur Eintracht wurde stets mit gemeinsamen freimaurerischen Abenden weiter gepflegt und in den letzten Jahren weiter zu einer produktiven Zusammenarbeit ausgebaut.
Seit dem Jahr 2010 verfolgt die Loge das Projekt „Freimaurer Kultur“.

## Logenhaus
Die Loge residierte zunächst in der Tullastraße, trifft sich aber heute wie viele andere Logen und Gruppen im Logenhaus L9,9. Das Logenhaus in L9,9 wurde nach der Zerstörung des alten Mannheimer Logenhauses im Zweiten Weltkrieg im Jahr 1952 eingeweiht.